# Rozalén
Rozalén   (Albacete, 12 de juny de 1986), és el nom artístic de María de los Ángeles Rozalén Ortuño, una cantautora i compositora espanyola. Rozalén és una important activista social, que defensa amb la seva música els drets de les minories i comunitats més desfavorides.

## Biografia
Es va criar a Letur, un poblet enclavat a la Sierra de Segura, el poble de la seva mare, encara que per part del seu pare pertanyen al poble de Balazote. Des de nena, María Rozalén cantava les cançons que li ensenyaven la seva mare i la seva àvia, recitava poesia i rebia les seves primeres classes de ball. Des dels set anys va formar part de la rondalla del barri de Fátima de Albacete, a la qual va pertànyer durant nou anys com a instrumentista de guitarra i bandúrria, fent així les seves primeres passes en la música. La seva primera presa de contacte davant dels micròfons va ser dins dels grups coristes del Colegio Santo Ángel de la Guarda i l'Església de Fàtima d'Albacete.
Va començar a compondre cançons als catorze anys, moguda sempre per la crítica social, i va fer el seu primer concert com a cantautora recentment complerts els setze en el festival «Operació Bocata» d'Albacete. Des d'aquell moment no ha deixat de compondre i actuar. Acompanyada normalment pel gran percussionista i amic Tete Moragón, i actualment pel guitarrista Samuel Vidal, el baixista Jorge Rodríguez i «El Cometilla» al calaix, actua en nombroses localitats de tot el territori nacional espanyol.
Rozalén va estudiar Psicologia en la Universitat de Múrcia i té un màster en Musicoteràpia. A més té experiència en musicoteràpia amb malaltia de Parkinson i grups de col·lectius en risc d'exclusió social. En tots els seus concerts està acompanyada per Beatriz Romero (tècnica especialista en interpretació de la llengua de signes i guia interpretació de persones sord-cegues), i crea un espectacle que ha tingut gran èxit en tots els llocs en que s'ha representat, amb una mescla de persones oïdores i sordes en un concert preparat per a ser entès en altres països amb connotacions específiques de la llengua de signes de cada país. D'aquesta manera, la seva música es dirigeix a tothom sense exclusions. Un exemple d'aquesta gran feina es pot veure reflectit en el videoclip del seu tema 80 veces.
Algunes de les ONG i associacions amb les quals ha col·laborat són Pla Internacional, Associació Espanyola Contra el Càncer o Fundació Vicent Ferrer.

## Trajectòria

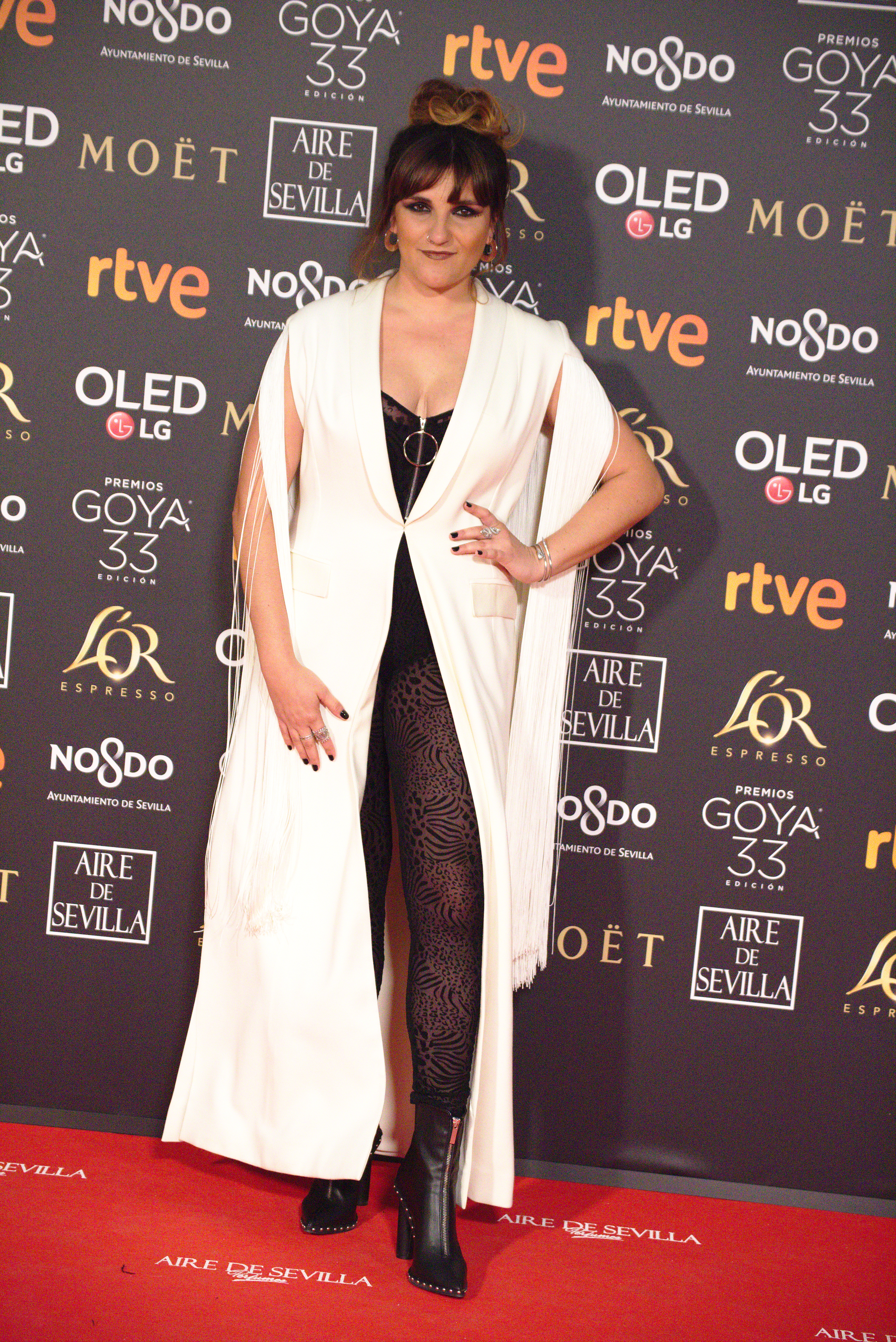
Rozalén als Premis Goya 2019

### 2013: Primer disc i comença l'èxit
Després de diversos anys fent petits concerts per les sales manxegues, en 2012 Rozalén va abandonar Albacete per a establir-se al barri madrileny de Lavapiés. Una vegada allí es va apuntar a un màster de Musicoteràpia i va conèixer al productor Ismael Guijarro. Rozalén va presentar 30 de les seves composicions a Ismael, qui li va proposar gravar un disc. Gràcies a l'ajuda del productor i a un préstec bancari, Rozalén va fitxar per la multinacional discogràfica Sony Music i va entrar a formar part de la principal agència de representació espanyola RLM amb Rosa Lagarrigue com a mànager (de la qual formen part artistes com ara Malú, Alejandro Sanz, Miguel Bosé o Raphael) i en 2013 publicaria Con derecho a... el seu primer àlbum d'estudi.
El tema 80 veces es converteix en el primer single de l'àlbum. Per a aquest tema grava un original videoclip al costat de Beatriz Romero que arrasarà a YouTube en superar el milió de visites dies després de la seva publicació. El segon single de l'àlbum va ser Comiéndote a besos, un tema dedicat a les persones seropositives que va aconseguir superar l'èxit de 80 veces.
Al setembre de 2013 dona principi la gira que promociona el seu primer àlbum. Rozalén aplega un gran èxit esgotant les entrades en gairebé tots els seus concerts pels principals teatres i sales d'Espanya. Aquest èxit porta Rozalén a creuar l'Atlàntic i portar la seva música a països com ara Argentina o Uruguai. A la fi d'any va ser guardonada als Premis Dial com una de les artistes espanyoles de l'any.
Al desembre de 2014 Rozalén obté el seu primer disc d'or després de superar les 20.000 còpies venudes amb el seu àlbum debut Con derecho a... A més, aquell mateix mes va obtenir el premi Els Números 1 de Cadena 100, guardó que atorga aquesta cadena de ràdio als artistes espanyols amb les millors cançons de l'any.

### 2015: Primera BSO i segon disc
A principis de 2015 Rozalén va ser escollida per a donar veu a la banda sonora de Perdiendo el norte, una pel·lícula de Nacho G. Velilla. Per a això, la cantautora va compondre el tema Berlín, que està inclòs en el seu segon disc.
El 29 de juny de 2015 es publica Vuelves, el primer single de Quién me ha visto..., segon àlbum d'estudi de Rozalén. El segon senzill, titulat Ahora, es va publicar el 4 de setembre. Una setmana després va sortir a la venda l'àlbum, que ràpidament va aconseguir el número 1 en les llistes de vendes. Será mejor, el tercer single de l'àlbum, es va publicar el 26 de febrer de 2016.

## Discografia

### Àlbums d'estudi
| Àlbum                  | Detalls                                                                                                 | Certificació     | Vendes |
| ---------------------- | --- | ---------------- | ------ |
| Con derecho a...       | - Llançament: 12 de març de 2013 - Discogràfica: Ariola Records - Format: CD i Digital                  | 1x Disc de Platí | 40.000 |
| Quién me ha visto...   | - Llançament: 11 de setembre de 2015 - Discogràfica: Ariola Records - Format: CD i Digital              | 1x Disc d'Or     | 20.000 |
| Cuando el río suena... | - Llançament: 15 de setembre de 2017 - Discogràfica: Ariola Records - Formato: CD i Digital             | 1x Disc de Platí | 40.000 |
| El árbol y el bosque   | - Llançament: 30 d'octubre de 2020 - Discogràfica: Sony Music - Format: CD, Digital i Vinil             |                  |        |
| Matriz                 | - Llançament: 11 de novembre de 2022 - Discográfica: Sony Music - Format: CD, descàrrega digital, vinil |                  |        |
| El abrazo              | - Llançament: 26 d'abril de 2024 - Discográfica: Sony Music - Formato: CD, descàrrega digital, vinilo   |                  |        |

### Àlbums recopilatoris
- Cerrando puntos suspensivos (2018)

### Senzills
- 80 veces (2013)
- Comiéndote a besos (2013)
- Saltan chispas (2014)
- Vuelves (2015)
- Ahora (2015)
- Será mejor (2016)
- Girasoles (2017)
- La puerta violeta (2017)
- Antes de verte (2018)
- Aves enjauladas (2020)
- Este tren (2020)
- Que no, que no (2020)
- Y busqué (2020)
- Agarrarte a la Vida (2022)

### Bandes sonores i altres senzills
- Mi querida España (amb Kiko Veneno) (2015) (BSO Perdiendo el norte)
- Berlín (2015) (BSO Perdiendo el norte)
- "Asuntos pendientes" (con Abel Pintos) (2016)
- "Y, ¿si fuera ella?" (amb Alejandro Sanz) (2017)
- "Estoy contigo" (amb La Oreja de Van Gogh) (2017)
- "Mirando al cielo" (amb Huecco) (2018)
- "¿A quién le importa?" (2018)
- "Mi caballito de mar" (amb Fran Perea) (2018)
- "Danza de gardenias" (amb Natalia Lafourcade) (2018)
- "La Salida" (amb Marcela Morelo) (2019)

## Premis i nominacions
Rozalén ha guanyat molts premis i ha obtingut diverses nominacions durant la seva trajectòria musical. Acumula distincions tan importants com  dos Discos d'Or, el reconeixement a Àlbum de l'any 2015 per Apple Music o la Placa al Mèrit Regional de la Comunitat de Castella-La Manxa.
- 2005: Semifinalista del CreaJoven (Múrcia).[cal citació]
- 2007: Guanyadora del primer certamen de música joven de la Gineta.[cal citació]
- 2007: Segon premi del CreaJoven (Múrcia).[cal citació]
- 2008: Guanyadora del CreaJoven (Múrcia).[cal citació]
- 2009: Triada per a formar part de la Biennal Europea i de països del Mediterrani amb centenars de creadors joves en Skopje (Macedònia).[cal citació]
- 2009 Segon premi del concurs BudTropic contra la discriminació del VIH (Múrcia).[cal citació]
- 2010 Guanyadora del certamen de Joves Artistes de Castella-la Manxa en «altres estils musicals».[cal citació]
- 2011-2012: Seleccionada per a participar en la Trobada Internacional de Cantautors This Is Em a Lituània.[cal citació]
- 2014: Guanyadora del Premi Els Números 1 de Cadena 100.[cal citació]
- 2014: Guanyadora del Premi Dial de Cadena Dial.[cal citació]
- 2018: Nominació al Grammy Llatí en les categories de Millor Àlbum de l'Any i Cançó de l'any per "La puerta violeta".[cal citació]

- 2019: Premi Serondaya de les arts 2019 a la Innovació Cultural 2019, en la categoria d'Arts, al costat de Beatriz Romero.[14]

## Llibre
- Cerrando puntos suspensivos (2018)